# مری آمدور
مری امدور (۱۸ فوریه ۱۹۲۱–۱۶ فوریه ۱۹۹۸) یک سم‌شناس آمریکایی و محقق بهداشت عمومی بود که در درجه اول روی آلودگی کار می‌کرد. او به مطالعه تأثیرات دود دونورا در سال ۱۹۴۸ مشغول شد و با آزمایش بر روی خوکچه‌های هندی به‌طور خاص به اثر استنشاق اسید سولفوریک پرداخت. یافته‌های وی در مورد اثرات تنفسی مربوط به اسید سولفوریک منجر به تهدید وی، از بین بردن بودجه وی و از دست دادن شغل خود در دانشکده بهداشت عمومی هاروارد در سال ۱۹۵۳ شد. تحت تأثیر این عقب‌نشینی، وی تحقیقات خود را در نقش دیگری در دانشگاه هاروارد و متعاقباً در دانشگاه MIT و دانشگاه نیویورک انجام داد. با وجود مشاجرات اولیه مربوط به کار او، در ایجاد استانداردهای موجود در آلودگی هوا مورد استفاده قرار گرفت و در پایان زندگی وی جوایز و جوایز متعددی کسب کرد.